# Espeleobuceo

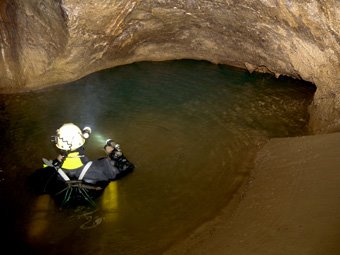
Espeleobuceador pertrechado para franquear un sifón.

El espeleobuceo es una variante de la espeleología, combinada con el buceo, actividad que se centra en la exploración de cavernas subacuáticas.

## Técnica

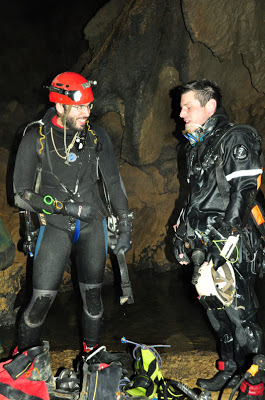
Los espeleobuceadores habitualmente van en pareja.

Algunas de  las cuevas concluyen en conductos cegados por el agua, denominados sifones. A partir de este punto, se hace necesario combinar la espeleología con el buceo para continuar la exploración de la cavidad. La práctica del buceo en cuevas debe ser realizada personas que, además de ser buenos espeleólogos y buzos expertos, dominen las técnicas y equipos especializados. Para realizar la respiración bajo el agua a veces  es necesario la utilización  de mezclas con helio, oxígeno y nitrógeno (Trimix y Nitrox) para bajar los largos tiempos de descompresión y combatir la narcosis. También se emplean circuitos de respiración cerrada o semicerrada, que tienen mayor autonomía que las botellas con los reguladores tradicionales.
En espeleobuceo, es esencial el cálculo de materiales y reservas, así como la idoneidad de las condiciones de la exploración (turbiedad, temperatura del agua...). Esto requiere una gran planificación, y una excepcional sangre fría, para suspender las expediciones cuando la seguridad de los buceadores no está garantizada.

## Historia

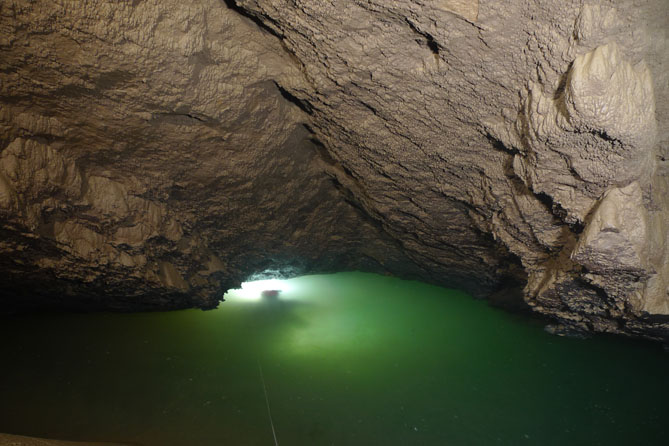
Espeleobuceador franqueando un sifón.

Antes del desarrollo de las escafandras, los espeleólogos exploraban las cavidades sumergidas en apnea, y con los medios de la época: en total oscuridad, y con velas y fósforos para la exploración posterior. Encontramos referencias en diversos informes de época:
- En 1909, Eugene Fournier explora el nacedero Rigole (Perpiñán), sumergiéndose a una profundidad de cuatro metros para inspeccionar la continuación de la cavidad.[3]
- En 1924, Norbert Casteret explora la gruta de Montespan (Alto Garona), donde bucea dos sifones sucesivos equipado de velas y cerillas.[4]
- Entre 1936 y 1949, Max Cosyns explora diversas surgencias en Sainte Engrace (Sola), pasando sifones en apnea y prosiguiendo después la exploración.[5][6]

Tras el desarrollo de la escafandra autónoma, las posibilidades de buceo se multiplican, y esto se deja notar en las expediciones espeleológicas. Por ejemplo:
- En 1953, los scouts del Clan de La Verna de Lyon (Letrone, Eppely y Ballandraux) exploran la surgencia de Lamina Zilua en Sainte Engrace (Sola), superando tres sifones y quedándose a las puertas de un cuarto, muy estrecho.[7]
- Los hermanos Fernández Rubio desarrollan una nueva técnica de apnea para espeleobuceo, empleada por ejemplo en las exploraciones de la cueva de Mairuelegorreta en 1959.[8]
- En 1965 y 1966, impulsados por Max Cosyns,[9] espeleobuceadores de Namur logran remontar la Cueva de la Cascada de Kakueta hasta un quinto sifón a 500 metros de la entrada, que pese a sumergirse hasta -30 m de profundidad no consiguen franquear.[10]
- En 1973, los espeleobuceadores Barroumés y Larribau franquean el sifón de Erberua (Labort), encontrando al otro lado una galería virgen con un importante yacimiento arqueológico.[11]
- En 1973, el espeleobuceador R. Jean (Grupo Fontaine la Tronche) franquea el primer sifón de la Gouffre des Bourrugues (Larra), a una profundidad de -305 m.[12]
- BU-56 Sima de las Puertas de Illamina: en 1980-81 Fred Vergier franquea los primeros 3 sifones llegando a una profundidad de -1338 m.[13][14]  En 1986 espeleobuceadores del Grupo Studenets Pleven (Bulgaria) pasan a través del cuarto sifón, alcanzando la profundidad de -1355 metros. En 1987, miembros del mismo club pasan los 5º y 6º sifones, explorando posteriormente una amplia galería de 650 metros de largo, alcanzando la cota de -1408 m, a la sazón la segunda sima más profunda del mundo.[15]
- En 2018, un grupo de niños quedó atrapado por el agua en la cueva de Tham Luang (Tailandia). Los espeleobuceadores los localizaron con vida 9 días tras su desaparición, y jugaron un papel decisivo en el desarrollo del rescate.[16]

## Riesgo

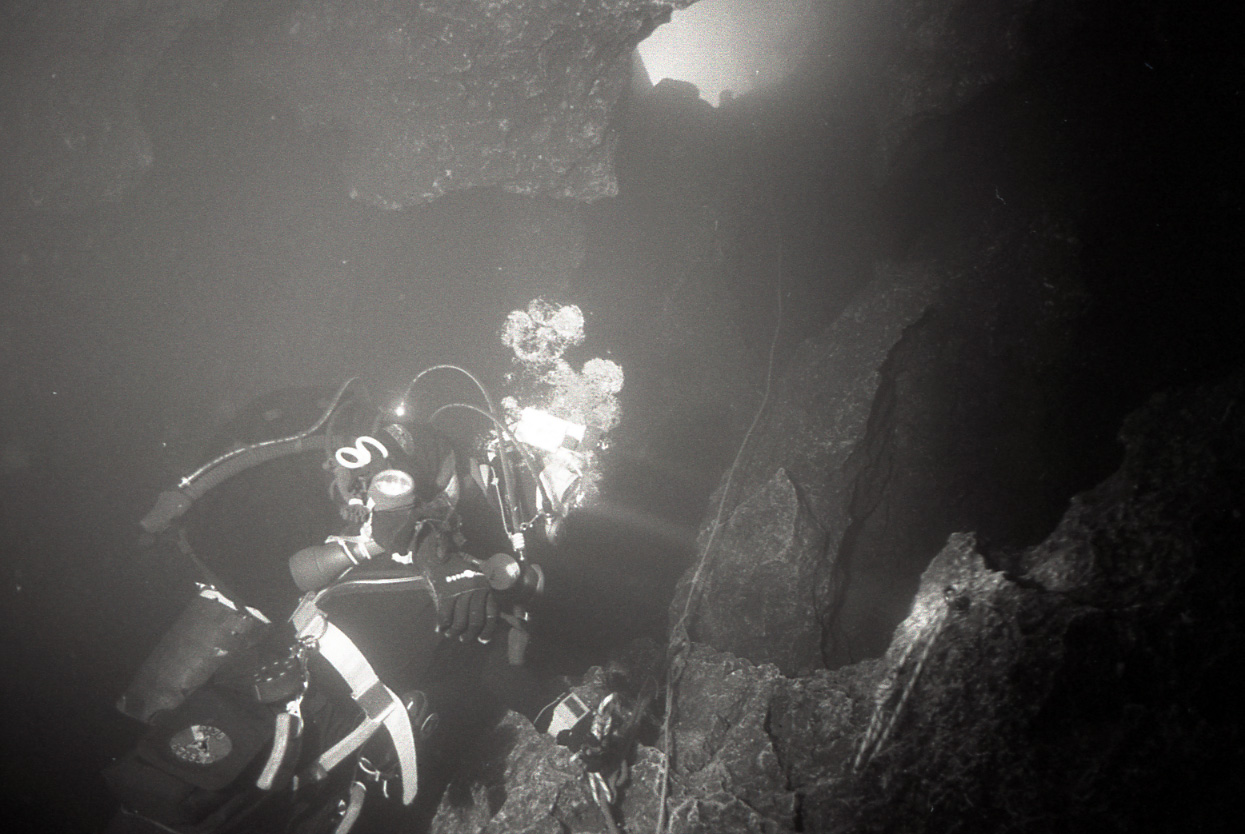
Font Estramar, trabajos subacuáticos.

Las características tan hostiles que presentan la gran mayoría de los espacios inundados en las cavernas, hacen del espeleobuceo una de las actividades más peligrosas del mundo. Aunque se toman grandes precauciones y los sistemas de seguridad son redundantes, los incidentes son frecuentes; a continuación se mencionan algunos a modo de muestra:
- 1972: en las cuevas de Vilanúa (Huesca), dos buceadores del grupo Frères Pompey de Nancy no regresan a la base. Tras activar la búsqueda, los grupos de espeleosocorro localizan el cadáver de uno de ellos, y dan por perdido al segundo; no obstante, dos días después le encuentran vivo tras pasar un segundo sifón, desde donde le evacúan.[17]
- 1982: Félix Aramendia fallece por falta de oxígeno mientras trataba de pasar un sifón en la surgencia de Itxako (Navarra).[14]
- 1983: Daniel Cifuentes fallece mientras exploraba la surgencia de Touvre (Charente).[18]
- 1984: Pierre Boissard fallece en la exploración de un sifón de la Red del Silencio (Rasines, Cantabria). La operación de rescate internacional implica a 150 espeleosocorristas, y dura 36 horas desplazando el cuerpo 12 kilómetros hasta su extracción.[19]
- 2000: Alfonso Antxia fallece a -83 m de profundidad en el Fuente Azul (Burgos). El rescate del cuerpo se prolonga durante seis días.[20]
- 2010: Eric Establie queda bloqueado y fallece dentro de una cavidad subacuática en las Gargantas de Ardeche (Francia). No se consigue recuperar su cuerpo.[21]
- 2018: el 9 de julio fallece Laurent Rouchette, que participaba en las labores de búsqueda de otro espeleobuceador, Marc Sluzny, desaparecido en la Font Estramar (Salses le Chateau, Pirineos Orientales).[22]

Muchos espeleobuceadores se encuentran entre los especialistas que integran los grupos de espeleosocorro, encargados del rescate en cavidades.

## Espeleobuceo en España

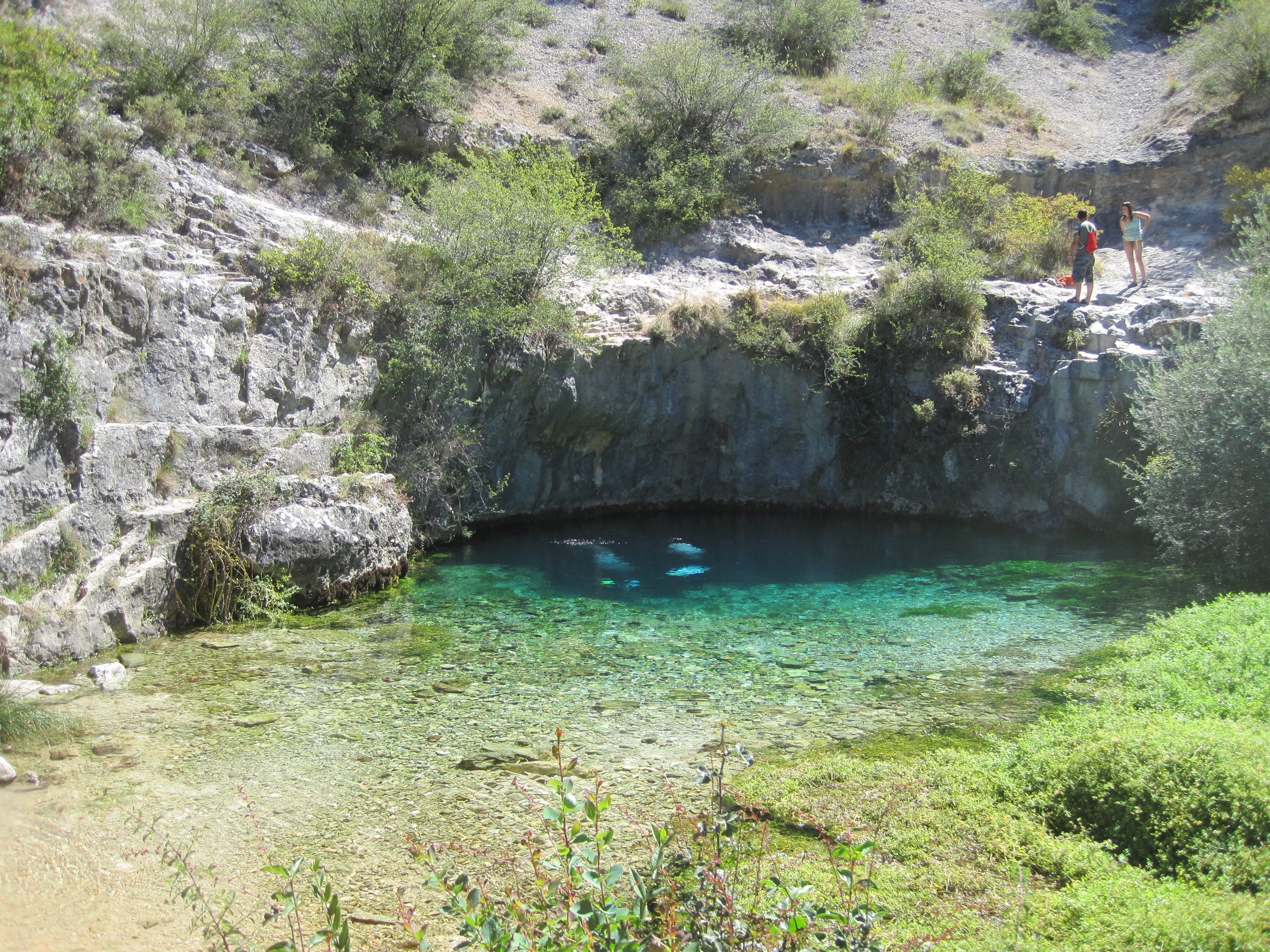
Vista del Pozo Azul.

En España, el sifón de mayor profundidad, con 135 m, es Fuente Azul y el de mayor longitud, El Pozo Azul, con 13 755 m, ambos localizados en la provincia de Burgos.